# Reseda glauca
Reseda glauca är en resedaväxtart som beskrevs av Carl von Linné. Reseda glauca ingår i släktet resedor, och familjen resedaväxter. Inga underarter finns listade i Catalogue of Life.

## Bildgalleri

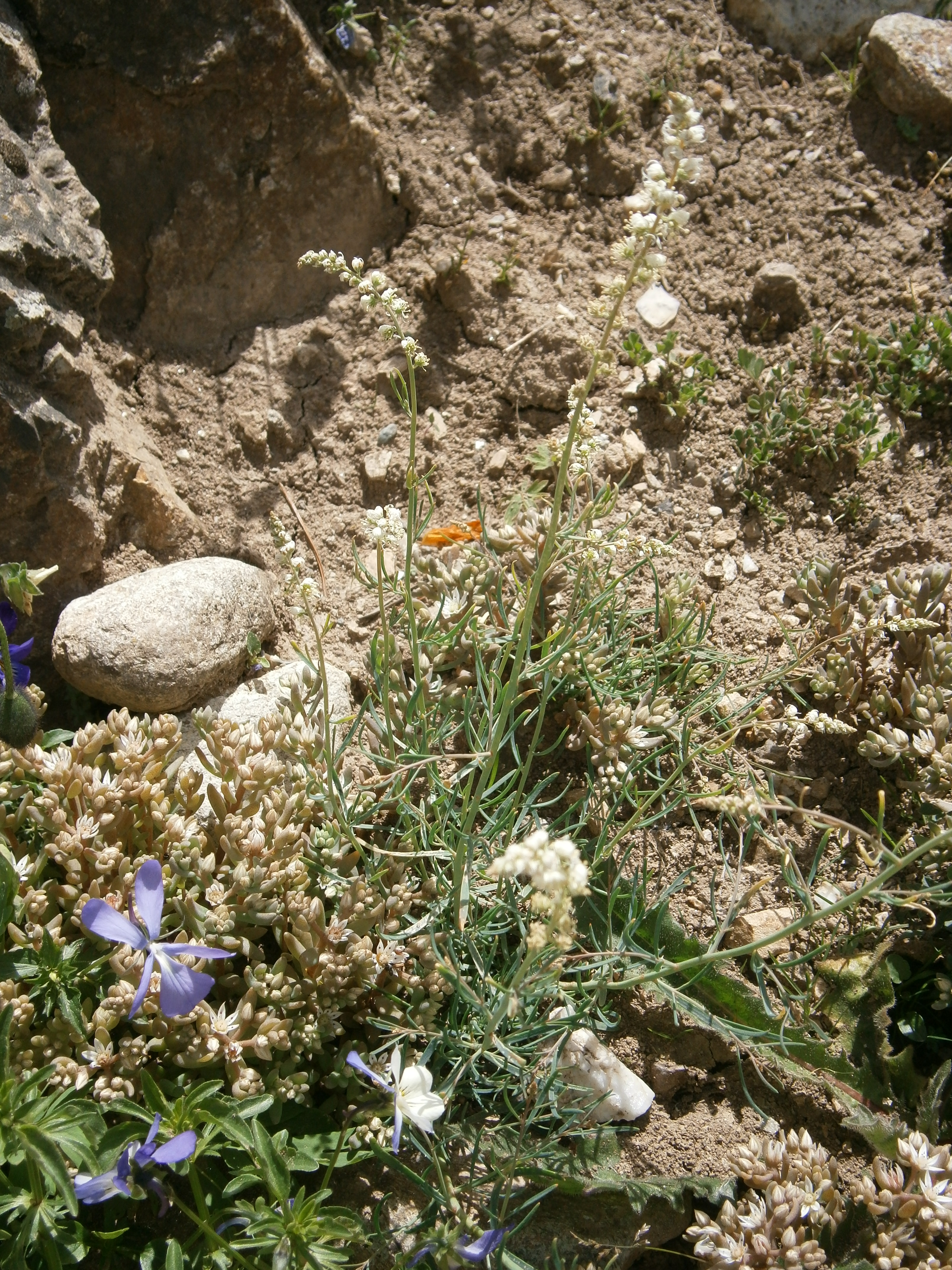
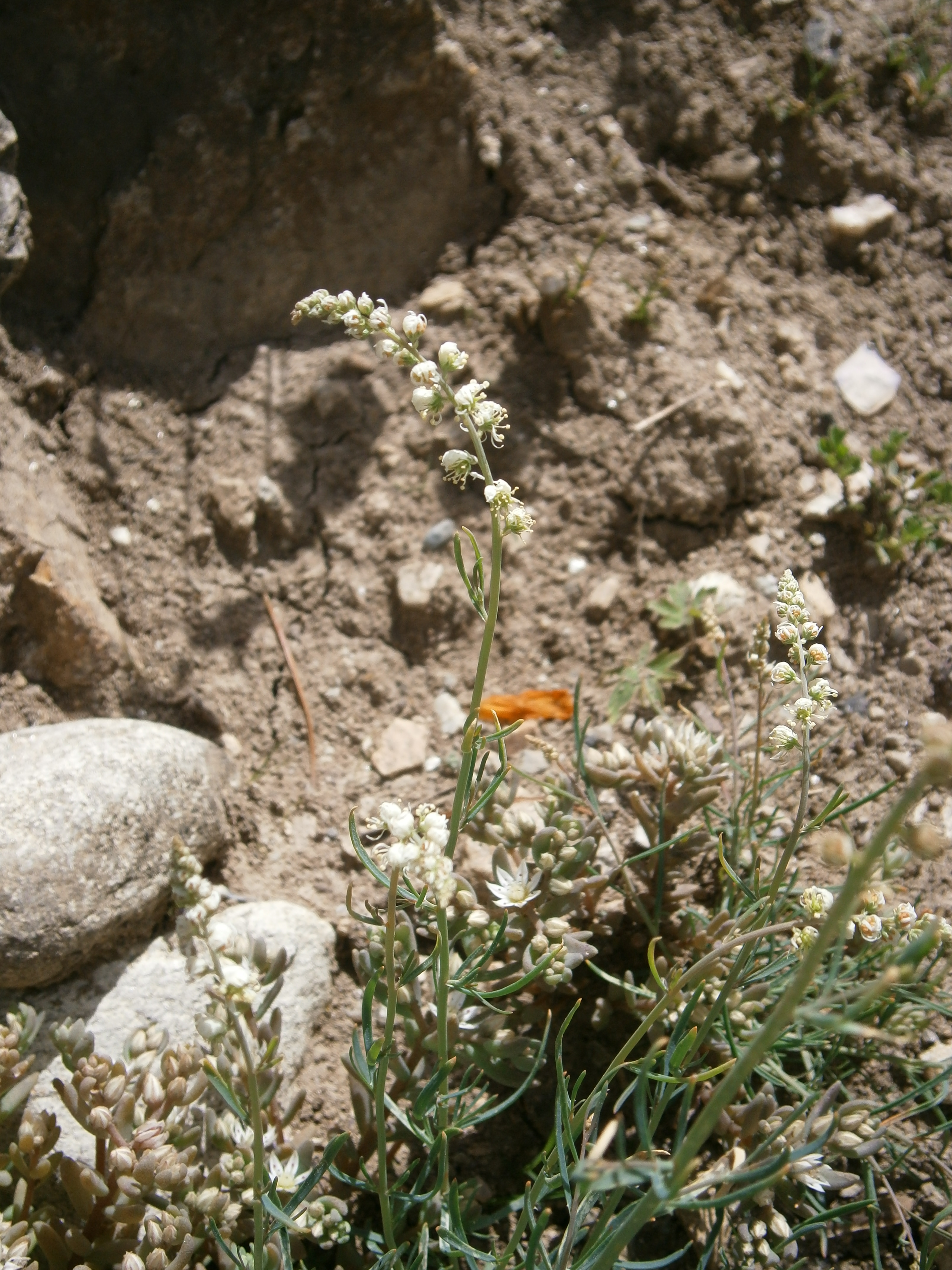
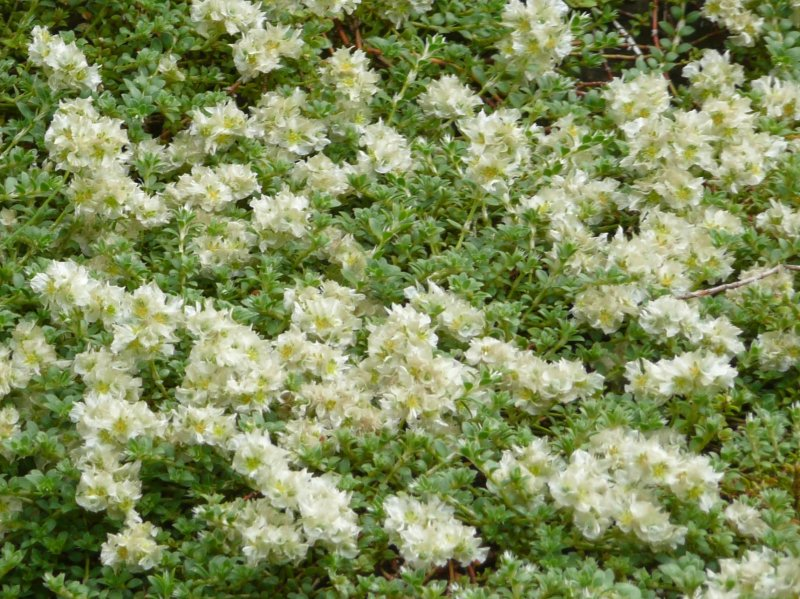